# Cyclocephala boliviana
Cyclocephala boliviana är en skalbaggsart som beskrevs av Roger Paul Dechambre 1997. Cyclocephala boliviana ingår i släktet Cyclocephala och familjen Dynastidae. Inga underarter finns listade i Catalogue of Life.